# Xã Jackson, Quận Guernsey, Ohio
Xã Jackson (tiếng Anh: Jackson Township) là một xã thuộc quận Guernsey, tiểu bang Ohio, Hoa Kỳ. Năm 2010, dân số của xã này là 5.220 người.